# Грэм, Эшли
Эшли Энн Грэм (англ. Ashley Ann Graham; род. 30 октября 1987, Линкольн, США) — американская модель. Наиболее известна как модель для «plus-size»-журнала Lane Bryant.
Она появлялась на обложке журнала Elle Quebec, также появлялась в модных журналах Vogue, Harper’s Bazaar, Glamour и Elle UK. Кроме того, она снялась для нескольких Леви-кампаний. Грэм появлялась на Tonight Show with Jay Leno, Entertainment Tonight, CBS News и дала интервью NPR о моделях «plus-size». В 2016 году, она стала первой «plus-size»-моделью появившейся на обложке Sports Illustrated Swimsuit Issue.

## Биография
Грэм выросла в Линкольне, штат Небраска. У неё есть две младшие сестры. В детстве ей диагностировали СДВГ и дислексию. Она училась в Scott Middle School с 1999 по 2002 год и Lincoln Southwest High School с 2002 по 2005 год. Грэм была найдена модельным агентом I & I при совершении покупок в Oak View Mall в Омахе, штат Небраска в 2000 году в возрасте 12 лет.

## Карьера
В 2001 году Грэм подписала контракт с Wilhelmina Models, после появления на модельной конвенции. В 2003 году она подписала контракт с Ford Models. На раннем этапе карьеры, Грэм появилась в YM magazine. В апреле 2007 о ней вышла статья от Салли Сингер из Vogue magazine, а в октябре 2009 она появилась в выпуске Glamour 'These Bodies are Beautiful at Every Size'' вместе с другими «plus-size»-моделями, включая Кейт Диллон Левин, Эми Лемонс, Лиззи Миллер, Кристалл Ренн, Дженни Рунк и Анансу Симс. В 2010 году Грэм появилась в скандальной телерекламе Lane Bryant. Реклама получила более 800 000 просмотров на Ютубе и освещалось информационными агентствами, такими как The Huffington Post и New York Post. 31 мая 2010 года она появилась на The Tonight Show with Jay Leno.
В декабре 2010 года, Грэм также появилась в Bust magazine. Она снялась в нескольких Леви-кампаний, в частности Curve ID SS 2011 с Сабиной Карлссон, Анной Лиссабон, Маркитой Принг и Маккензи Рэли, и Boyfriend Collection F/W 10 с Рейчел Кларк, Анной Лиссабон, Анаис Мали, Маркитой Принг и Эшли Смит. Грэм появилась в ряде Marina Rinaldi-кампаний: Spring/Summer 2012, Fall/Winter 2012 denim, и Fall/Winter 2012 sport. Грэм также работала с Addition Elle, Bloomingdale’s, Elomi lingerie, Evans, Hanes, Liz Claiborne Macy’s, Nordstrom, Simply Be и Target. В декабре 2012 года, Грэм была показана двух Биллбоардах в Нью-Йорке от Lane Bryant. На Full Figured Fashion Week’s, Грэм была названа моделью года(2012).
В 2013 году Грэм разработала линию нижнего белья для Addition Elle. Грэм также появилась на MTV в сериале Made, как тренер для начинающей «plus-size»-модели. В мае 2014 она появилась в пре-коллекции Harper’s Bazaar. В июне 2014 Грэм была на обложке журнала Elle Quebec. в 2015 году Грэм представила купальник от Swimsuitsforall в Sports Illustrated Swimsuit Issue. Это было частью акции Swimsuitsforall по #CurvesInBikinis-кампании, в которой Грэм была одной из первых «plus-size»-моделей, появившейся на страницах Sports Illustrated Swimsuit Issue. В 2016 году, она стала первой «plus-size»-моделью появившейся на обложке Sports Illustrated Swimsuit Issue.

## Параметры Эшли
1. Рост: 175 см
2. Вес: 90 кг
3. Объёмы: грудь — 107 см, талия — 76 см, бедра 117 см.

## Благотворительность
Грэм выступала в старших школах о проблемах изображения и принятия тела. Она участвовала в гуманитарных миссиях в Южной Африке с Themba Foundation.

## Личная жизнь
Грэм является сторонником движения «Health at Every Size».
Грэм познакомилась с Джастином Эрвином, видеооператором, в церкви в 2009 году. Пара поженилась 14 августа 2010 года. Ее родные в Небраске были в шоке, узнав о ее межрассовой связи с Джастином, о чем она призналась в 2017 году в интервью для CBS. 18 января 2020 года родила сына — Айзека Менелика Джованни Эрвина.
В июле 2021 года Эшли и Джастин объявили о своей второй беременности. Осенью стало известно, что она беременна мальчиками-близнецами. 7 января 2022 года стало известно, что Эшли Грэм стала мамой двух мальчиков-близнецов, которых назвала Малакай и Роман. Модели Эмили Ратаковски, Лена Перминова, Синди Кроуфорд и актриса София Буш, поздравили Эшли с рождением малышей и выразили свою любовь и поддержку:
Малакай и Роман. Мои мальчики — мои самые главные учителя и самые важные напоминания о том, что я способна на трудные вещи. Это было непросто, но это точно того стоило. Я до сих пор не могу поверить, что у меня трое детей. Мне не терпится рассказать вам свою историю родов и послеродового периодаЭшли Грэм